# Kathoey

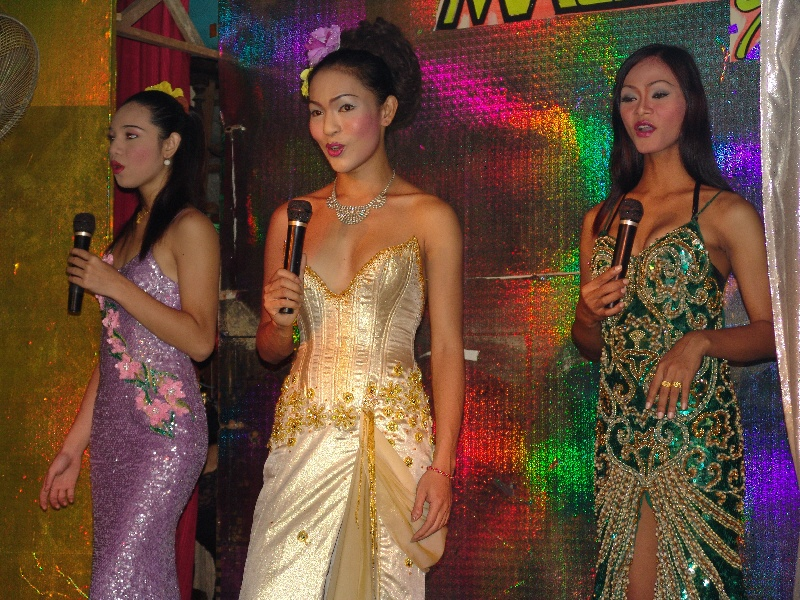
Kathoeys na scenie podczas występu kabaretowego w Pattaya

Kathoey (khm. ខ្ទើយ, khtəəy; laot. ກະເທີຍ, ka thœ̄i; taj. กะเทย, kathoei) – określenie używane przez niektóre osoby w Kambodży, Laosie i Tajlandii, których tożsamość można określić w niektórych przypadkach jako transpłciowe kobiety, a w innych jako zniewieściałych homoseksualnych mężczyzn; często tłumaczone na język angielski jako ladyboy.
Osoby takie nie są postrzegane jako transpłciowe, ale jako trzecia płeć. Transpłciowe kobiety w Tajlandii najczęściej używają terminów innych niż kathoey w odniesieniu do siebie, takich jak phuying (tajski: ผู้หญิง, „kobieta”) lub rzadziej phuying praphet song („drugi rodzaj kobiety”).

Australijski badacz polityki seksualnej w Tajlandii Peter Jackson twierdzi, że termin kathoey był używany w starożytności w odniesieniu do osób interpłciowych, a jego znaczenie zmieniło się w połowie XX wieku, obejmując mężczyzn uprawiających crossdressing. Kathoey stały się rozpoznawalnym symbolem współczesnej tajskiej kultury.

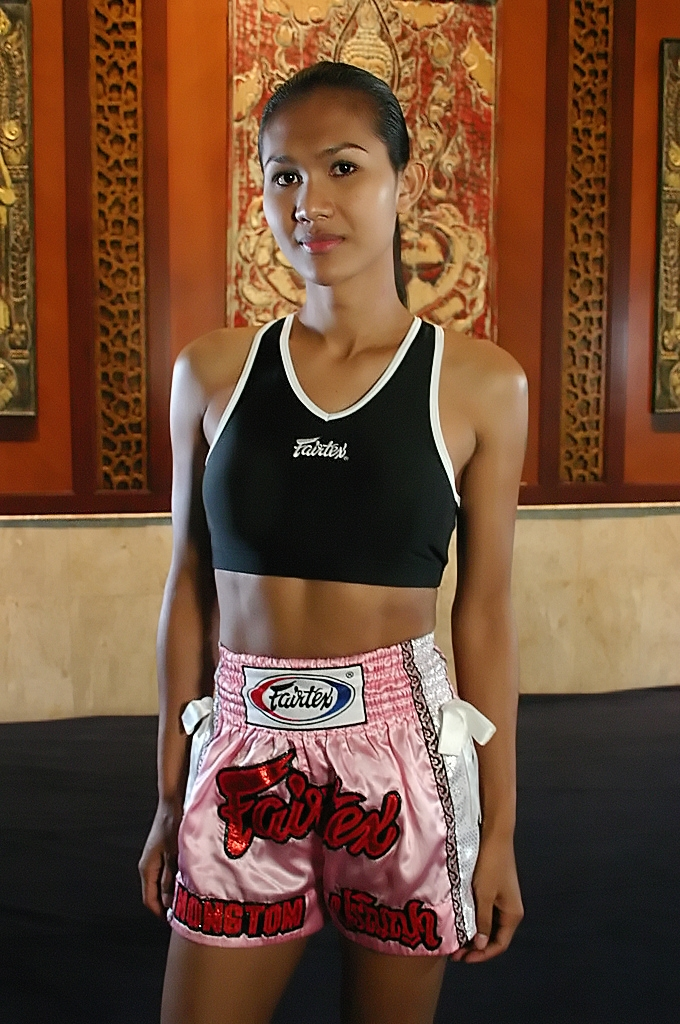
Parinya Charoenphol jest prawdopodobnie najbardziej rozpoznawalną kathoey na świecie dzięki roli w filmie „Piękny bokser”.

## W buddyzmie
W buddyzmie istnieją różne podejścia do tego, jak należy traktować kathoey i osoby transpłciowe. Niektórzy w szkole buddyzmu Theravada postrzegają bycie kathoey jako rezultat kary karmicznej za poprzednie wcielenia. Bunmi, tajski pisarz buddyjski, jest przekonany, że homoseksualność wypływa z „duchów niższego poziomu” (phi-sang-thewada), czyli czynnika, na który wpływ mają przeszłe życia. Niektórzy buddyści postrzegają kathoey jako osoby urodzone z niepełnosprawnością będącą konsekwencją grzechów z poprzednich żyć. Opierając się na pojęciu karmy, niektórzy Tajowie wierzą, że bycie kathoey jest wynikiem przewinień z poprzednich wcieleń, dochodząc do wniosku, że kathoey zasługują raczej na politowanie niż na potępienie. Inni jednak wierzą, że kathoey powinni odpokutować swoje przewinienia z poprzedniego życia. Odbywa się to poprzez podejmowanie dobrych uczynków, takich jak „przekazywanie darowizn na rzecz świątyni lub poprzez wyświęcenie na mnichów”. Natomiast inni buddyści uważają, że Budda nigdy nie był wrogo nastawiony do osób LGBT, a zatem postrzeganie bycia LGBT jako kary karmicznej jest błędem.

## Proces tranzycji płciowej
Wielu kathoey ubiera się tak samo jak kobiety i poddaje się „feminizującym” procedurom medycznym, takim jak implanty piersi, hormony, ostrzykiwanie silikonem lub redukcja jabłka Adama. Inne mogą nosić makijaż i używać żeńskich zaimków, ale ubierają się jak mężczyźni i bliżej im do zachodniej kategorii zniewieściałych gejów niż osób transpłciowych.
Blokery dojrzewania i hormony płciowe są dostępne w Tajlandii także dla osób nieletnich, za zgodą rodziców.

### Operacje
W tajskich miastach, takich jak Bangkok, przeprowadza się obecnie od dwóch do trzech operacji afirmujących płeć (ang. gender-affirming surgery — GAS) tygodniowo, ponad 3500 w ciągu ostatnich trzydziestu lat. Wraz z ogromnym wzrostem liczby zabiegów GAS wzrosła również liczba wymagań wstępnych, czyli warunków, które należy spełnić, aby kwalifikować się do operacji. Pacjenci muszą mieć co najmniej 18 lat oraz posiadać zgodę rodziców, jeśli mają mniej niż 20 lat. Należy przedstawić dowód diagnozy dysforii płciowej od psychologa lub psychiatry. Przed poddaniem się operacji afirmującej płeć należy przyjmować hormony i antyandrogeny przez co najmniej rok.

## Dokumenty tożsamości
W Tajlandii nie uznaje się prawnie kathoeys i osób transpłciowych: nawet jeśli osoba transpłciowa przeszła operację korekty płci, nie może zmienić swojej płci prawnej w dokumentach tożsamości.